# Brescia
Brescia er en by i regionen Lombardiet i det nordlige Italien med 196.446 (2023) indbyggere. Den er hovedstaden i provinsen Brescia (900.000 indbyggere, en af Italiens største), og er Lombardiets største by efter Milano.
Byen hed Brixia i antikken og har eksisteret før Romerriget. Meget er bevaret i byen fra romertiden og middelalderen. Brescia ligger midt i det tredje største italienske industriområde og har også et veludviklet finansliv og turistliv, takket være nærheden til turistmål som Gardasøen, Iseosøen og Alperne.